# Bernd Krauss
Pour les articles homonymes, voir Krauss.
Bernd Krauss (né le 8 mai 1957 à Dortmund à l'époque en Allemagne de l'Ouest et aujourd'hui en Allemagne) est un joueur de football international autrichien, qui évoluait au poste de défenseur, avant de devenir ensuite entraîneur.

## Biographie

### Carrière de joueur

#### Carrière en club
Bernd Krauss évolue principalement en faveur du Rapid Vienne et du Borussia Mönchengladbach.
Il dispute au cours de sa carrière, 168 matchs en première division allemande, inscrivant 8 buts, et 191 matchs en première division autrichienne, inscrivant 18 buts. 
Il joue également trois matchs en Coupe d'Europe des clubs champions (0 but), et 24 matchs en Coupe de l'UEFA (2 buts). Il atteint les demi-finales de la Coupe de l'UEFA en 1987 avec le Borussia Mönchengladbach, en étant battu par le club écossais de Dundee United. Lors de cette compétition, il est notamment l'auteur d'un but en quart de finale contre le Vitória Guimarães.
Il remporte au cours de sa carrière deux titres de champion d'Autriche, et une Coupe d'Autriche. Il figure par ailleurs à deux reprises sur le podium du championnat allemand, en 1984 et 1987.

#### Carrière en sélection
Bernd Krauss joue 22 matchs en équipe d'Autriche, sans inscrire de but, entre 1981 et 1984. 
Il joue son premier match en équipe nationale le 29 avril 1981, contre l'Allemagne, dans le cadre des éliminatoires du mondial 1982 (défaite 2-0 à Hambourg).
Par la suite, il est retenu dans un groupe de 22 joueurs afin de participer à la Coupe du monde de 1982 organisée en Espagne. Lors du mondial, il joue cinq matchs : contre le Chili, l'Algérie, l'Allemagne, la France, et enfin l'Irlande du Nord.
Bernd Krauss dispute ensuite avec l'Autriche huit matchs comptant pour les éliminatoires de l'Euro 1984. Il reçoit sa dernière sélection le 2 mai 1984, contre Chypre, à l'occasion des éliminatoires du mondial 1986 (victoire 1-2 à Nicosie).

### Carrière d'entraîneur
Il dirige pendant plusieurs saisons les joueurs du Borussia Mönchengladbach, puis les espagnols de la Real Sociedad.
Il entraîne également en Grèce, en Autriche, en Iran, aux Émirats arabes unis, et en Tunisie.
Son palmarès d'entraîneur est constitué d'une Coupe d'Allemagne, gagnée avec Mönchengladbach.

## Palmarès

### Palmarès de joueur
| Rapid de Vienne - Championnat d'Autriche (2) : - Champion : 1981-82 et 1982-83. - Vice-champion : 1977-78. - Coupe d'Autriche (1) : - Vainqueur : 1982-83. |  | Borussia Mönchengladbach - Coupe d'Allemagne : - Finaliste : 1983-84. |

### Palmarès d'entraîneur
| Borussia Mönchengladbach - Coupe d'Allemagne (1) : - Vainqueur : 1994-95. - Finaliste : 1991-92. |